# Циково (Саратовская область)
Циково — село в Ровенском районе Саратовской области России, в составе сельского поселения Первомайское муниципальное образование.
Село расположено в степи, юго-восточнее лимана Круглый, примерно в 9 км севернее села Первомайское, по правой стороне оврага Камышеваха. Близ села проходит автодорога Ровное - Старая Полтавка.

## История
На карте АССР немцев Поволжья 1934 года, административно-хозяйственной карте АССР немцев Поволжья 1938 года и карте РККА 1941 года обозначен как хутор Крутенький. Хутор относился к Зельманскому кантону АССР немцев Поволжья.
Село Циково не следует путать с исчезнувшим хутором Циков, располагавшимся примерно в 3-3,5 км юго-западнее хутора Крутенький
28 августа 1941 года был издан Указ Президиума ВС СССР о переселении немцев, проживающих в районах Поволжья. В связи с депортацией немецкого населения АССР немцев Поволжья в Сибирь и Казахстан, хутор, как и другие населённые пункты Зельманского кантона был включен в состав Саратовской области, позднее преобразован в село Циково.

## Население
Динамика численности населения
| 1987 | 2002 |
| ---- | ---- |
| ≈160 | 158  |

| 2002 | 2010 |
| ---- | ---- |
| 154  | ↗195 |